# Alberto Blest Gana

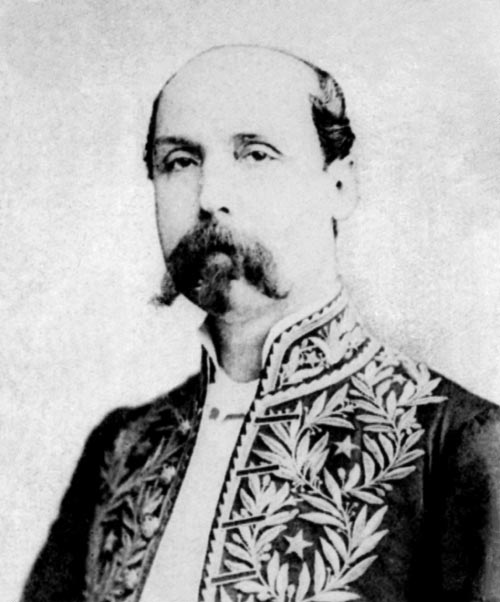
Alberto Blest Gana

Alberto Blest Gana (Santiago, 14 juni 1830 – Parijs, 8 november 1920) was een Chileens schrijver en diplomaat. Hij heeft meer dan vijftig jaar in Parijs gewoond. Hij kende de Franse literatuur door en door en was een groot bewonderaar van Honoré de Balzac. Naar diens voorbeeld La Comédie humaine schreef hij een serie romans over het Chileense leven vanaf de onafhankelijkheidsverklaring tot aan het begin van de twintigste eeuw.